# Hartlepool kärnkraftverk
Hartlepool kärnkraftverk i Hartlepool Storbritannien, består av två kärnreaktorer av typen AGR/GCR (gaskyld med koldioxid) på 590+595 MWe, som byggdes 1968-1984 och togs i drift 1 april 1989.

## Kraftverkets framtid
Kraftverket förväntades stängas år 2009, men fick år 2007 förlängt tillstånd till år 2014 av kärntekniska installationsinspektionen (NII). År 2010 förlängdes livslängden ytterligare till år 2019. Företaget har därefter vidtagit ytterligare åtgärder för ytterligare en livstidsförlängning och 2024 angavs att anläggningen planeras att drivas fram till 2026.
| Reaktor        | Nettoeffekt (MWe) | Byggstart | Ansl. t. nät | Komm. drift | Stängning   |
| -------------- | ----------------- | --------- | ------------ | ----------- | ----------- |
| Hartlepool A-1 | 590               | 1968      | 1983         | 1989        | 2026 (plan) |
| Hartlepool A-2 | 595               | 1968      | 1984         | 1989        | 2026 (plan) |